# 源厳子
源厳子（みなもと の たけこ/げんし、生年不詳－元慶3年6月26日（879年7月19日））は、清和天皇の女御。文徳天皇の皇孫で、父は右大臣源能有。母は藤原滋子。温明殿女御と呼ばれた。
貞観13年（871年）12月16日に尚侍源全姫の六十の賀に毘廬遮那仏の図絵を作り功徳を修した。元慶3年（879年）3月、清和上皇の勅によって季料月俸が停止された。同年6月、散事従四位下にて卒去。